# Saint-Martin-des-Fontaines
Saint-Martin-des-Fontaines – miejscowość i gmina we Francji, w regionie Kraj Loary, w departamencie Wandea.
Według danych na rok 1990 gminę zamieszkiwało 191 osób, a gęstość zaludnienia wynosiła 34 osób/km² (wśród 1504 gmin Kraju Loary Saint-Martin-des-Fontaines plasuje się na 1061. miejscu pod względem liczby ludności, natomiast pod względem powierzchni na miejscu 1166.).